# Газотурбінний двигун

Газотурбінний двигун з одноступінчастим радіальним компресором, турбіною, рекуператором, і повітряними підшипниками

Газотурбінний двигун (ГТД) — тепловий двигун, в якому газ стискається і нагрівається, а потім енергія стисненого і нагрітого газу перетворюється  у механічну роботу на валу газової турбіни.
На відміну від поршневого двигуна, в ГТД процеси відбуваються в потоці рухомого газу.
Стиснуте атмосферне повітря з компресора надходить в камеру згоряння, куди також подається паливо, яке, згоряючи, утворює велику кількість газоподібних продуктів згоряння під високим тиском. Потім в газовій турбіні енергія тиску продуктів згоряння перетвориться на механічну роботу за рахунок обертання лопаток, частина якої витрачається на стиснення повітря в компресорі. Інша частина роботи передається на привідний агрегат. Робота, споживана цим агрегатом, і вважається корисною роботою двигуна. Газотурбінні двигуни мають найбільшу питому потужність серед ДВЗ, до 6 кВт/кг.
Як паливо може використовуватися будь-яке пальне, яке можна диспергувати: бензин, гас, дизельне паливо, мазут, природний газ, суднове паливо, водяний газ, спирт і подрібнене вугілля.

## Основні принципи роботи
Одну з найпростіших конструкцій газотурбінного двигуна, для розуміння його роботи, можна уявити як вал, на якому розміщено два диски з лопатками, перший диск - компресора, другий - турбіни, в проміжку між ними встановлено камеру згоряння. 

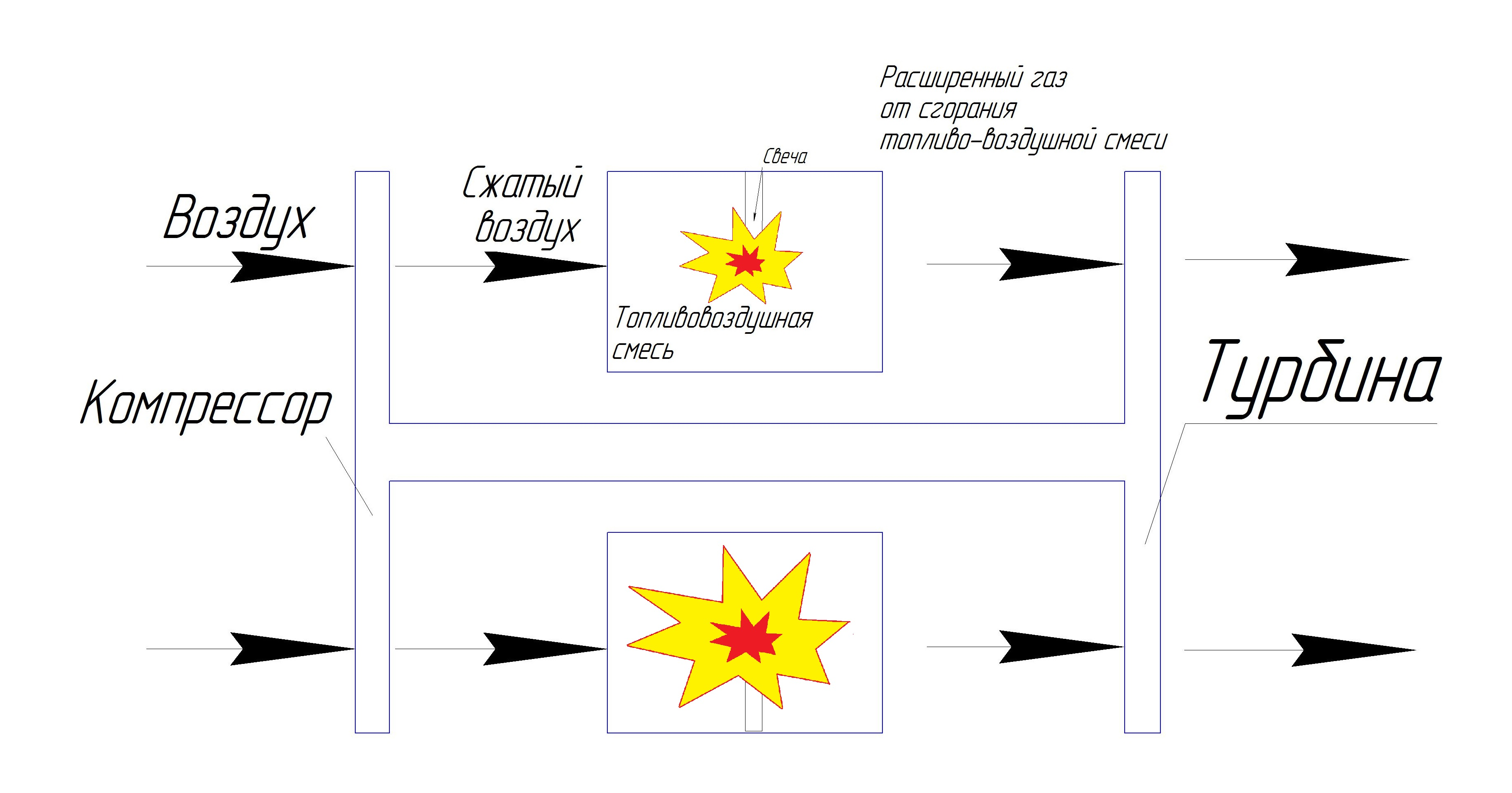
Найпростіша схема газотурбінного двигуна

Схема турбореактивного двигуна

Принцип роботи газотурбінного двигуна:
- всмоктування і стиснення повітря в лопатковому компресорі, подача його в камеру згоряння;
- змішування стисненого повітря з паливом для утворення паливно-повітряної суміші (ППС) і згоряння цієї суміші;
- розширення газів через їхнє нагрівання при згорянні паливо-повітряної суміші, що формує вектор тиску газу, спрямований в бік найменшого опору (в напрямку лопаток турбіни), передача енергії (тиску) газу лопатками турбіни на диск або вал, в якому ці лопатки закріплено;
- приведення до обертання диска турбіни і, внаслідок цього, передача крутного моменту по валу з диска турбіни на диск компресора.[1]

Збільшення кількості палива, що подається (додавання «газу») викликає генерування більшої кількості газів високого тиску, що, в свою чергу, веде до збільшення числа обертів турбіни і диска(ів) компресора і, внаслідок цього, збільшення кількості повітря, яке нагнітається, і його тиску, що дозволяє подати в камеру згоряння і спалити більше палива. Кількість паливо-повітряної суміші залежить безпосередньо від кількості повітря, поданого в камеру згоряння. Збільшення кількості ППС приведе до збільшення тиску в камері згоряння і температури газів на виході з камери згоряння і, внаслідок цього, дозволить створити велику енергію газів, які викидаються, спрямовану для обертання турбіни і підвищення реактивної сили.
Як і у всіх циклічних теплових двигунах, чим вища температура згоряння, тим вищий паливний коефіцієнт корисної дії (якщо точніше, чим вища різниця між «нагрівачем» і «охолоджувачем»). Стримувальним фактором є здатність сталі, нікелю, кераміки або інших матеріалів, з яких складається двигун, витримувати температуру і тиск. Значна частина інженерних розробок спрямована на те, щоб відводити тепло від частин турбіни. Більшість турбін також намагається рекуперувати тепло вихлопних газів, яке, в іншому випадку, втрачається даремно. Рекуператори - це теплообмінники, які передають тепло вихлопних газів стисненому повітрю перед згорянням. При комбінованому циклі тепло передається системам парових турбін. І при комбінованому виробництві тепла та електроенергії (когенерація) відпрацьоване тепло використовується для виробництва гарячої води.
Чим менший двигун, тим вищою повинна бути частота обертання валу(ів), необхідна для підтримки максимальної лінійної швидкості лопаток, позаяк довжина кола (шлях, який проходять лопатки за один оберт), прямо залежить від радіуса ротора. Максимальна швидкість турбінних лопаток визначає максимальний тиск, який може бути досягнуто, що приводить до отримання максимальної потужності, незалежно від розміру двигуна. Реактивний двигун обертається з частотою близько 10000 об/хв і мікротурбіна - з частотою близько 100000 об/хв.
Для подальшого розвитку авіаційних і газотурбінних двигунів раціонально застосовувати нові розробки в області високоміцних і жаротривких матеріалів для можливості підвищення температури і тиску. Застосування нових типів камер згоряння, систем охолодження, зменшення числа і маси деталей і двигуна в цілому, можливими також є застосування альтернативних видів палива і зміна самого уявлення про конструкцію двигуна.

### Газотурбінна установка (ГТУ) із замкнутим циклом
У ГТУ із замкнутим циклом робочий газ циркулює без контакту з навколишнім середовищем. Нагрівання (перед турбіною) і охолодження (перед компресором) газу проводиться в теплообмінниках. Така система дозволяє використовувати будь-яке джерело тепла (наприклад, газоохолоджуваний ядерний реактор). Якщо як джерело тепла використовується згоряння палива, то такий пристрій називають двигуном зовнішнього згоряння. На практиці ГТУ із замкнутим циклом використовуються рідко.

### Газотурбінна установка (ГТУ) з зовнішнім згорянням
Більшість ГТУ є двигунами внутрішнього згоряння, але також можливо побудувати ГТУ зовнішнього згоряння, яка, фактично, є газотурбінною версією теплового двигуна.[джерело не вказане 4918 днів]
При зовнішньому згорянні як паливо використовується пилоподібне вугілля або дрібнотовчена біомаса (наприклад, тирса). Зовнішнє спалювання газу використовується як безпосередньо, так і опосередковано. У прямій системі крізь турбіну проходять продукти згоряння. У непрямій системі використовується теплообмінник, і через турбіну проходить чисте повітря. Тепловий ККД нижче в системі зовнішнього згоряння непрямого типу, проте лопаті не зазнають дії продуктів згоряння.

### Одновальні та багатовальні газотурбінні двигуни
Найпростіший газотурбінний двигун має тільки один вал, куди встановлюється турбіна яка приводить в обертання компресор і одночасно є джерелом корисної потужності. Це накладає обмеження на режими роботи двигуна.
Іноді двигун виконується багатовальним. В цьому випадку є кілька турбін, які стоять послідовно, кожна з яких працює на свій вал. Турбіна високого тиску (перша після камери згоряння) завжди приводить в рух компресор двигуна, а наступні можуть призводити як зовнішнє навантаження (гвинти вертольота або корабля, потужні електрогенератори тощо), так і додаткові каскади компресора самого двигуна, розташовані перед основним. Розбиття компресора на каскади (каскад низького тиску, каскад високого тиску - КНТ і КВТ відповідно, іноді між ними поміщається каскад середнього тиску, КСТ, як, наприклад, в двигуні НК-32 літака Ту-160) дозволяє уникнути помпажа на часткових режимах.
Також перевага багатовального двигуна в тому, що кожна турбіна працює при оптимальній швидкості обертання і навантаження. При навантаженні, що приводиться від вала одновального двигуна, була б дуже погана прийомистість двигуна, тобто здатність до швидкої розкрутки, бо турбіні потрібно поставляти потужність і для забезпечення двигуна великою кількістю повітря (потужність обмежується кількістю повітря), і для розгону навантаження. При двовальній схемі легкий ротор високого тиску швидко виходить на режим, забезпечуючи двигун повітрям, а турбіну низького тиску великою кількістю газів для розгону. Також є можливість використовувати менш потужний стартер для розгону при пуску тільки ротора високого тиску.

### Система запуску
Для запуску ГТД потрібно розкрутити його ротор до певних оборотів, щоб компресор почав подавати достатню кількість повітря (на відміну від об'ємних компресорів, подача інерційних (динамічних) компресорів квадратично залежить від частоти обертання і тому на малих обертах практично відсутня), і підпалити паливо, яке подається в камеру згоряння. З другим завданням справляються свічки запалювання, часто встановлені на спеціальних пускових форсунках, а розкрутка виконується стартером тієї чи іншої конструкції:
- електростартер, часто є стартер-генератором, тобто після запуска перемикається у режим генератора постійного струму з напругою 27 вольт. Такі, наприклад, ГС-24 допоміжного двигуна ТА-6Б або СТГ-18 турбогвинтового двигуна АІ-24 літака Ан-24;
- повітряний турбостартер (ПТС) — невелика повітряна турбіна, яка отримує повітря від системи відбору (від ДСУ або сусіднього працюючого двигуна) або наземної установки повітряного запуску (УПЗ). Такі стартери стоять на двигунах Д-30КП літака Іл-76, ТВ3-117 вертольотів Мі-8 та Мі-24 і багато інших;
- турбостартер (ТС) — невеликий турбовальний двигун, розрахований тільки на розкрутку ротора основного двигуна, на якому і встановлений. Такі стартери стоять, наприклад, на двигуні АІ-25ТЛ навчально-тренувального літака L-39 та НК-12МВ дальнього бомбардувальника Ту-95. Сам ТС має електрозапуск.[6]

## Типи газотурбінних двигунів

### Турбореактивний двигун

Схема турбореактивного двигуна: 1 - вхідний пристрій; 2 - осьовий компресор; 3 - камера згоряння; 4 - робочі лопатки турбіни; 5 - сопло

У польоті потік повітря гальмується у вхідному пристрої перед компресором, в результаті чого його температура і тиск підвищується. На землі у вхідному пристрої повітря прискорюється, його температура і тиск знижуються.
Проходячи через компресор, повітря стискається, його тиск підвищується в 10-45 разів, зростає його температура. Компресори газотурбінних двигунів діляться на осьові і відцентрові. У наші дні в двигунах найпоширеніші багатоступінчасті осьові компресори. Відцентрові компресори, як правило, застосовуються в малогабаритних силових установках.
Далі стиснене повітря потрапляє в камеру згоряння, в так звані жарові труби, або в кільцеву камеру згоряння, яка не складається з окремих труб, а є цілісним кільцевим елементом. У наші дні кільцеві камери згоряння є найпоширенішими. Трубчасті камери згоряння використовуються набагато рідше, в основному на військових літаках. Повітря на вході в камеру згоряння розділяється на первинне, вторинне і третинне. Первинне повітря надходить в камеру згоряння через спеціальне вікно в передній частині, по центру якого розташований фланець кріплення форсунки, і бере участь безпосередньо в окисленні (згорянні) палива (формуванні паливо-повітряної суміші). Вторинне повітря надходить в камеру згоряння крізь отвори в стінках жарової труби, охолоджуючи, надаючи форму факела і не беручи участь в горінні. Третинне повітря подається в камеру згоряння вже на виході з неї, для вирівнювання поля температур. При роботі двигуна в передній частині жарової труби завжди обертається вихор розпеченого газу (що обумовлено спеціальною формою передньої частини жарової труби), постійно підпалює паливо-повітряну суміш, яка формується, відбувається згорання палива (гасу, газу), що надходить через форсунки у пароподібному стані.
Газоповітряна суміш розширюється і частина її енергії перетворюється у турбіні через робочі лопатки в механічну енергію обертання основного валу. Ця енергія витрачається, в першу чергу, на роботу компресора, а також використовується для приводу агрегатів двигуна (паливних підкачувальних насосів, масляних насосів тощо) і приводу електрогенераторів, що забезпечують енергією різні бортові системи.
Основна частина енергії газоповітряної суміші, яка розширюється йде на прискорення газового потоку в соплі і створення реактивної тяги.
Чим вище температура згоряння, тим вище ККД двигуна. Для попередження руйнування деталей двигуна для їх виготовлення використовують жароміцні сплави і термобар'єрне покриття. А також застосовується система охолодження повітрям, яке відбирається від середніх ступенів компресора.

### Турбореактивний двигун з форсажною камерою
Турбореактивний двигун з форсажною камерою (ТРДФ) - модифікація ТРД, що застосовується в основному на надзвукових літаках. Між турбіною і соплом встановлюється додаткова форсажна камера, в якій спалюється додаткове пальне. В результаті відбувається збільшення тяги (форсажу) до 50%, але витрата палива різко зростає. Двигуни з форсажною камерою, як правило, не використовуються в комерційній авіації через їх низьку економічність.
| Покоління/період          | Температура газу перед турбіною, °C | Ступень стиснення газу, πк* | Характерні представники           | Де встановлено               |
| ------------------------- | ----------------------------------- | --------------------------- | --------------------------------- | ---------------------------- |
| 1 покоління 1943-1949 рр. | 730-780                             | 3-6                         | BMW 003, Jumo 004                 | Me 262, Ar 234, He-162       |
| 2 покоління 1950-1960 рр. | 880-980                             | 7-13                        | J 79, Р11-300                     | F-104, F4, МиГ-21            |
| 3 покоління 1960-1970 рр. | 1030-1180                           | 16-20                       | TF 30, J 58, АЛ-21Ф-3             | F-111, SR 71, МиГ-23Б, Су-24 |
| 4 покоління 1970-1980 рр. | 1200-1400                           | 21-25                       | F 100, F 110, F404, РД-33, АЛ-31Ф | F-15, F-16, МіГ-29, Су-27    |
| 5 покоління 2000-2020 рр. | 1500-1650                           | 25-30                       | F119-PW-100, EJ200, F414, АЛ-41Ф  | F-22, F-35, ПАК ФА           |

Починаючи з 4-го покоління робочі лопатки турбіни виконуються з монокристалічних сплавів, що охолоджуються.

### Двоконтурний турбореактивний двигун

Схема турбореактивного двоконтурного двигуна (ТРДД) зі змішанням потоків: 1 - компресор низького тиску; 2 - внутрішній контур; 3 - вихідний потік внутрішнього контуру; 4 - вихідний потік зовнішнього контуру.

У турбореактивному двоконтурному двигуні (ТРДД) повітряний потік потрапляє в компресор низького тиску, після чого частина потоку проходить за звичайною схемою через турбокомпресор, а інша частина (холодна) проходить через зовнішній контур і викидається без згоряння, створюючи додаткову тягу. В результаті знижується температура вихідного газу, знижується витрата палива і зменшується шум двигуна. Відношення кількості повітря, що пройшло через зовнішній контур, до кількості повітря яке пройшло через внутрішній контур називається ступенем двоконтурності (m). При ступені двоконтурності <4 потоки контурів на виході, як правило, змішуються і викидаються через загальне сопло, якщо m>4 - потоки викидаються окремо, так як через значну різницю тисків і швидкостей змішання ускладнене. Застосування другого контуру в двигунах для військової авіації дозволяє охолоджувати гарячі частини двигуна, це дозволяє збільшувати температуру газів перед турбіною, що сприяє додатковому підвищенню тяги.
Двигуни з малим ступенем двоконтурності (m<2) застосовуються для надзвукових літаків, двигуни з m>2 для дозвукових пасажирських і транспортних літаків.

### Турбовентиляторний двигун

Схема турбореактивного двоконтурного двигуна без змішування потоків (Турбовентиляторного двигуна): 1 - вентилятор; 2 - захисний обтічник; 3 - турбокомпресор; 4 - вихідний потік внутрішнього контуру; 5 - вихідний потік зовнішнього контуру.

Турбовентиляторний реактивний двигун (ТВРД) - це ТРДД зі ступенем двоконтурного m=2-10. Тут компресор низького тиску перетворюється в вентилятор, який відрізняється від компресора меншим числом ступенів і великим діаметром, і гарячий струмінь практично не змішується з холодним. Застосовується в цивільній авіації, двигун має великий призначений ресурс і малу питому витрату палива на дозвукових швидкостях.

### Турбогвинтовентиляторний двигун
Подальшим розвитком ТВРД зі збільшенням ступеня двоконтурності m=20-90 є турбогвинтовентиляторний двигун (ТГВД). На відміну від турбогвинтового двигуна, лопаті двигуна ТГВД мають шаблеподібну форму, що дозволяє перенаправити частину повітряного потоку в компресор і підвищити тиск на вході компресора. Такий двигун отримав назву гвинтовентилятор і може бути як відкритим, так і закапотованим кільцевим обтічником. Друга відмінність - гвинтовентилятор працює від турбіни не безпосередньо, а, як гвинт, через редуктор. Двигун найекономічніший, але при цьому крейсерська швидкість польоту ЛА, з такими типами двигунів, як правило, не перевищує 550 км/год, має сильніші вібрації і "шумове забруднення".
Приклад ТГВД — Д-27 вантажного літака Ан-70.

### Турбогвинтовий двигун

Схема турбогвинтового двигуна: 1 - повітряний гвинт; 2 - редуктор; 3 - турбокомпресор

У турбогвинтовому двигуні (ТГД) основне тягове зусилля забезпечує повітряний гвинт, з'єднаний через редуктор з валом турбокомпресора. Для цього використовується турбіна зі збільшеним числом ступенів, так що розширення газу в турбіні відбувається майже повністю і тільки 10-15% тяги забезпечується за рахунок газового струменя.
Турбогвинтові двигуни набагатоекономічніші на малих швидкостях польоту і широко використовуються для літаків, що мають велику вантажопідйомність і дальність польоту - наприклад, Ан-12, Ан-22, C-130. Крейсерська швидкість літаків, оснащених ТГД, 500-700 км/год.

### Допоміжна силова установка(ДСУ)
ДСУ — невеликий газотурбінний двигун, який є автономним джерелом енергії на борту. Найпростіші ДСУ можуть видавати тільки стиснене повітря, що відбирається від компресора турбіни, який використовується для запуску маршових (основних) двигунів, або для роботи системи кондиціонування на землі (приклад, ДСУ типу АІ-9, що застосовується на вертольотах і літаку Як-40). Складніші ДСУ, крім джерела стисненого повітря, видають електричний струм в бортову мережу, тобто є повноцінним автономним енерговузлом, що забезпечує нормальне функціонування всіх бортових систем літака без запуску основних двигунів, а також при відсутності наземних аеродромних джерел енергії. Така, наприклад, ВСУ ТА-12 літаків Ан-124, Ту-95МС, Ту-204, Ан-74 та інших.

### Турбовальний двигун
Такий двигун найчастіше має вільну турбіну. Уся турбіна поділена на дві частини, які між собою механічно незв'язані. Зв'язок між ними тільки газодинамічний. Газовий потік, обертаючи першу турбіну, віддає частину своєї потужності для обертання компресора і далі, обертаючи другу, тим самим через вал цієї (другої) турбіни пускає в хід корисні агрегати. Реактивне сопло на турбовальному двигуні відсутне. Вихідний пристрій для відпрацьованих газів соплом не є і тяги не створює.
Вихідний вал ТВаД, з якого знімається вся корисна потужність, може бути направлений як назад, через канал вихідного пристрою, так і вперед, або через порожнистий вал турбокомпресора, або через редуктор поза корпусом двигуна.
Редуктор - неодмінна приналежність турбовального двигуна. Швидкість обертання як ротора турбокомпресора, так і ротора вільної турбіни велика настільки, що це обертання не може бути безпосередньо передано на наведені агрегати. Вони просто не зможуть виконувати свої функції і навіть можуть зруйнуватися. Тому між вільною турбіною і корисним агрегатом обов'язково ставиться редуктор для зниження частоти обертання приводного валу.
Компресор у ТВаД може бути осьовим (якщо двигун потужний) або відцентровим. Часто компресор буває і змішаним по конструкції, в ньому є як осьові, так і відцентрові ступені. В іншому принцип роботи цього двигуна такий же, як і у ТРД.
Основне застосування турбовальний двигун знаходить в авіації, здебільшого, на вертольотах. Корисне навантаження в цьому випадку - несний гвинт вертольота. Відомим прикладом можуть служити широко поширені вертольоти Мі-8 і Мі-24 з двигунами ТВ2-117 і ТВ3-117.

#### Турбостартер
ТС — агрегат, який встановлюється на газотурбінному двигуні і призначений для його розкрутки при запуску.
Такі пристрої являють собою мініатюрний, простий по конструкції турбовальний двигун, вільна турбіна якого розкручує ротор основного двигуна при його запуску. Як приклад: турбостартер ТС-21, який використовується на двигуні АЛ-21Ф-3, який встановлюється на літаки типу Су-24, або ТС-12, що встановлюється на авіаційні двигуни НК-12 літаків Ту-95 і Ту-142. ТС-12 має одноступінчатий відцентровий компресор, двоступеневу осьову турбіну приводу компресора і двоступеневу вільну турбіну. Номінальні обороти ротора компресора на початку запуску двигуна - 27 тисяч хв–1, у міру розкручування ротора НК-12 за рахунок зростання оборотів вільної турбіни ТС-12 протитиск за турбіною компресора падає і обороти зростають до 30 тисяч хв–1.
Турбостартер ГТДЕ-117 двигуна АЛ-31Ф також виконаний з вільною турбіною, а стартер С-300М двигуна АМ-3, що стояв на літаках Ту-16, Ту-104 і М-4 - одновальний і розкручує ротор двигуна через гідромуфту.

#### Суднові установки
Використовуються в судновій промисловості для зниження ваги. General Electric LM2500 і LM6000 - характерні моделі цього типу машин.
Судна, які використовують турбовальні газотурбінні двигуни називають газотурбоходи. Вони є різновидом теплохода. Це найчастіше судна на підводних крилах, у яких гребному гвинту надає руху турбовальний двигун механічно через редуктор або електрично через генератор, який він обертає. Або це судна на повітряній подушці, яка створюється за допомогою ГТД.
Наприклад, газотурбохід «Циклон-М» з 2-ма газотурбінними двигунами ДО37. Пасажирських газотурбоходів за радянську історію було всього два. Останнє дуже перспективне судно «Циклон-М» з'явилося в 1986 році. Більше таких судів не будували. У військовій сфері в цьому плані справи йдуть трохи краще. Прикладом є десантний корабель «Зубр», найбільше в світі судно на повітряній подушці.

#### Залізничні установки
Локомотиви, на яких стоять турбовальні газотурбінні двигуни, називаються газотурбовози (різновид тепловоза). На них використовується електрична передача. ГТД яка обертає електрогенератор, а струм який нею виробляється, в свою чергу, живить електродвигуни, що приводять локомотив до руху. У 1960-ті роки в СРСР проходили досить успішну дослідну експлуатацію три газотурбовоза. Два пасажирських і один вантажний. Однак вони не витримали змагання з електровозами і на початку 1970-х проект був згорнутий. Але в 2007 році за ініціативою ВАТ «РЖД» був виготовлений дослідний зразок вантажного газотурбовоза, що працює на зрідженому природному газі. ГТ1 успішно пройшов випробування, пізніше був побудований другий газотурбовоз, з тією ж силовою установкою, але на іншій ходовій частині, машини експлуатуються.

#### Перекачування природного газу
Принцип роботи газоперекачувальної установки практично не відрізняється від турбогвинтових двигунів, ТВаД використовуються тут як привод потужних насосів, а як паливо використовується той же самий газ, який вони перекачують. У російській промисловості для цих цілей широко застосовуються двигуни, створені на базі авіаційних - НК-12 (НК-12СТ), НК-32 (НК-36СТ), так як на них можна використовувати деталі авіадвигунів, що виробили свій льотний ресурс.

#### Електростанції
Основу газотурбінної електростанції становлять один або кілька газотурбінних двигунів. Газотурбінна електростанція може мати електричну потужність від двадцяти кіловат до сотень мегават. Вона здатна також віддавати споживачеві значну кількість (удвічі більше електричної потужності) теплової енергії, якщо встановити на вихлопі турбіни котел-утилізатор; в цьому випадку установка називається ГТУ-ТЕЦ.

#### Танкобудування
Перші дослідження в області застосування газової турбіни в танкових двигунах проводилися в Німеччині Управлінням збройних сухопутних сил починаючи з середини 1944 року.[джерело?] Вперше газотурбінний двигун на танковому шасі встановили у Великій Британії 1954 року, ця дослідна машина отримала назву FV200 Turbine Test Vehicle.
 Першим серійним танком з ГТД був шведський Strv 103, створений 1956 року та прийнятий на озброєння 1967, на якому ГТД стояв поряд із дизельним. Першим же серійним класичним основним бойовим танком з ГТД став радянський Т-80. Прийнятий на озброєння 1976 року, він випередив американський M1 Abrams на 2 роки.
Турбовальні двигуни (ТВаД) встановлені на радянському танку Т-80 (двигун ГТД-1000Т) і американському М1 Abrams. Газотурбінні двигуни, що встановлюються на танках, мають при схожих з дизельними розмірах набагато більшу потужність, меншу вагу і меншу гучність, меншу димність вихлопу. Також ТВаД краще задовольняє вимогам багатопаливності, набагато легше запускається, - оперативна готовність танка з ГТД, тобто запуск двигуна і подальший вхід в робочий режим всіх його систем, займає кілька хвилин, що для танка з дизельним двигуном в принципі неможливо, а в зимових умовах при низьких температурах дизелю потрібно досить тривалий передпусковий прогрів, який не потрібно ТВаД. Через відсутність жорсткої механічного зв'язки турбіни і трансмісії на застряглому або на танку який просто уперся в перешкоду не глухне. У разі потрапляння води в двигун (затопленні танка) досить виконати так звану холодну прокрутку ГТД для видалення води з газоповітряного тракту і після цього двигун можна запускати - на танку з дизельним двигуном в аналогічній ситуації відбувається гідроудар, який ламає деталі циліндро-поршневої групи і неодмінно вимагає заміни двигуна.
Однак через низький ККД газотурбінних двигунів, встановлених на тихохідних (на відміну від літаків) транспортних засобах, потрібно набагато більшу кількість палива для порівнянного з дизельним двигуном кілометрового запасу ходу. Саме через витрати палива, незважаючи на всі переваги, танки типу Т-80 поетапно виводяться з експлуатації.

#### Автомобілебудування

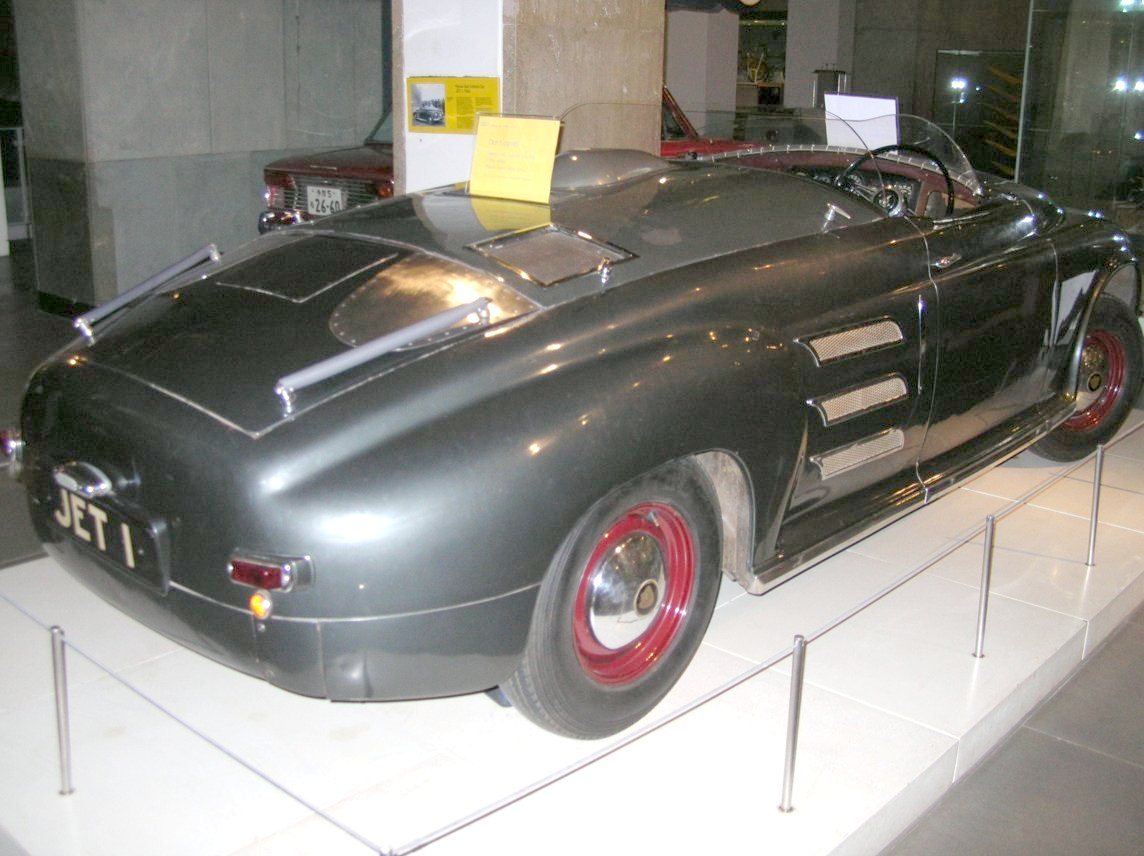
Rover JET1

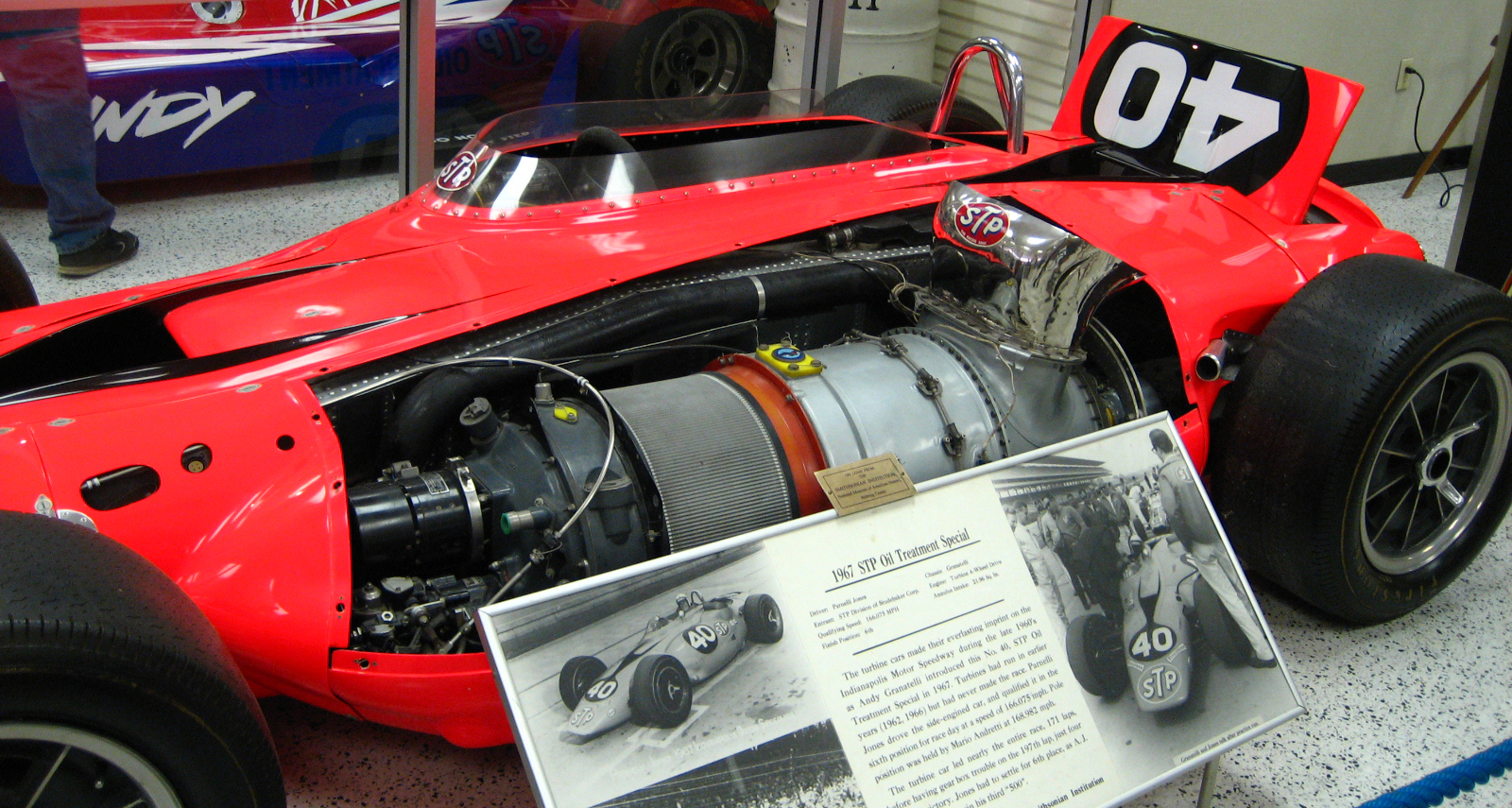
STP Oil Treatment Special на виставці в залі слави музею траси Indianapolis Motor Speedway показана разом з газовою турбіною Pratt & Whitney.

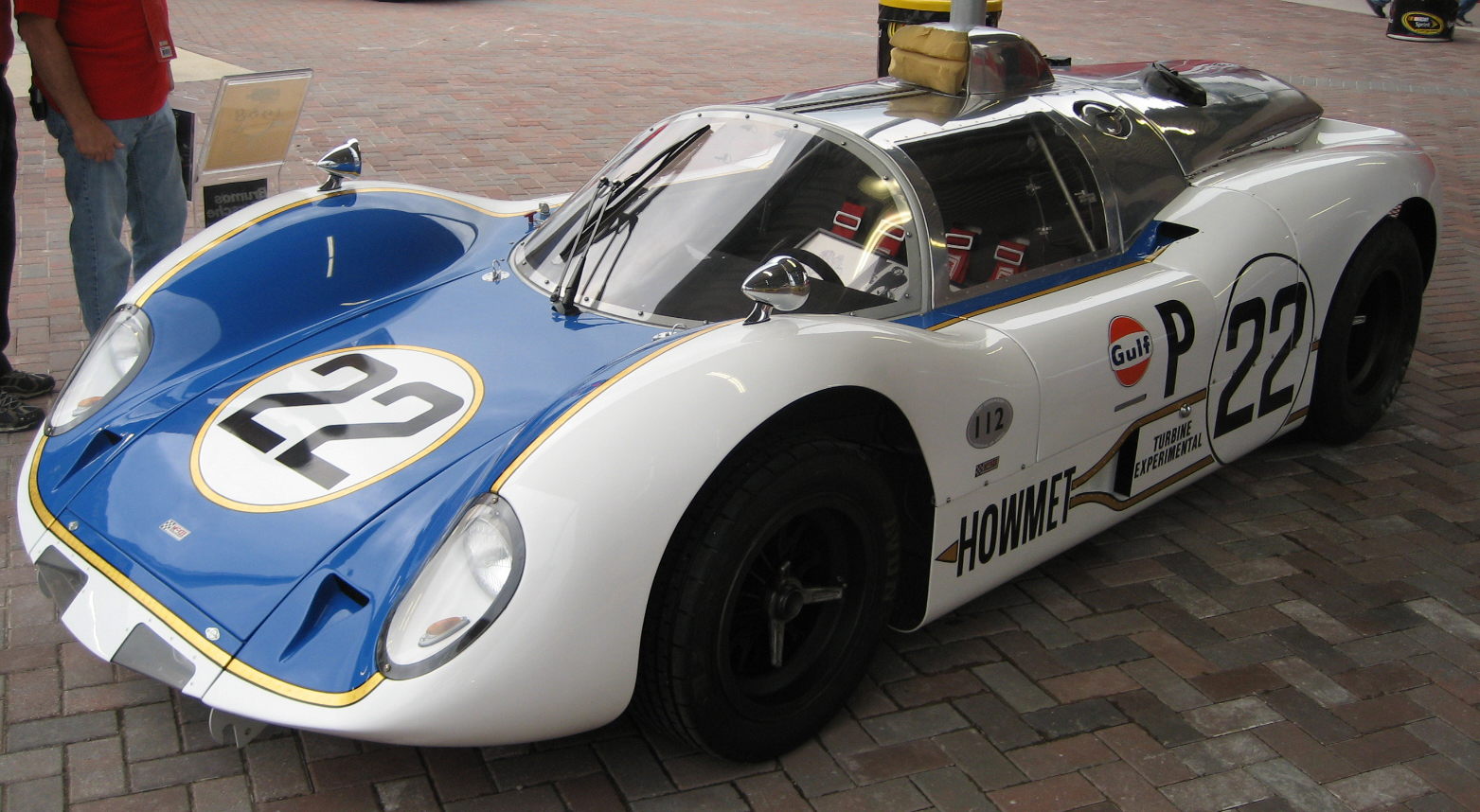
1968 Howmet TX — єдина в історії турбіна, що принесла перемогу в автомобільній гонці.

Безліч експериментів проводилося з автомобілями, оснащеними газовими турбінами.
У 1950 році дизайнер Ф. Р. Белл і головний інженер Моріс Вілкс в британській компанії Rover Company анонсували перший автомобіль з приводом від газотурбінного двигуна. Двомісний JET1 мав двигун, розташований позаду сидінь, ґратки повітрозабірника з обох боків машини, і вихлопні отвори вгорі хвоста. В ході випробувань автомобіль досяг максимальної швидкості 140 км/год, на швидкості турбіни 50000 об/хв. Автомобіль працював на бензині, парафіновому або дизельному маслах, але проблеми зі споживанням палива виявилися непереборними для виробництва автомобілів. В даний час він виставлений в лондонському Музеї науки.
Команди Rover і British Racing Motors (Формула-1) об'єднали зусилля для створення Rover-BRM, автомобіля з приводом від газових турбін, який взяв участь в гонці 24 години Ле-Мана 1963 році, керованого Гремом Гіллом і Гітнером Річі. Цей автомобіль показав середню швидкість 173 км/год, максимальну - 229 км/год.
Американські компанії Ray Heppenstall, Howmet Corporation і McKee Engineering об'єдналися для спільної розробки власних газотурбінних спортивних автомобілів в 1968 році, Howmet TX взяла участь в декількох американських і європейських гонках, в тому числі завоювавши дві перемоги, а також брала участь в гонці 24 години Ле- Мана 1968 року. Автомобілі використовували газові турбіни Continental Motors Company, завдяки яким, в кінцевому підсумку, ФІА було встановлено шість посадочних швидкостей для машин з приводом від турбін.
На гонках автомобілів з відкритими колесами, революційне повнопривідне авто 1967 року STP Oil Treatment Special з приводом від турбіни, яка була спеціально підібрана легендою гонок Ендрю Гранателлі і кероване Парнелли Джонсом, майже виграло в гонці «Інді-500»; авто з турбіною STP компанії Pratt & Whitney обганяв майже на коло авто, що йшло другим, коли у нього несподівано відмовила коробка передач за три кола до фінішної межі. У 1971 році голова компанії Lotus Колін Чепмен представив авто Lotus 56B F1, з приводом від газової турбіни Pratt & Whitney. У Чепмена була репутація творця машин-переможців, але він змушений був відмовитися від цього проекту через численні проблем з інерційністю турбін (турболагом).
Оригінальна серія концептуальних авто General Motors Firebird була розроблена для автовиставки Моторама 1953, 1956, 1959 років, з приводом від газових турбін.
Єдина серійна модель «сімейного» газотурбінного автомобіля для використання на дорогах загального користування була випущена Chrysler в 1963-1964 роки. Компанія передала п'ятдесят зібраних вручну машин в кузовах італійського ательє Ghia добровольцям, які випробували новинку в звичайних дорожніх умовах до січня 1966 року. Експеримент пройшов вдало, але компанія, яка не мала в своєму розпорядженні засоби для побудови нового моторного виробництва, відмовилася від масового випуску автомобіля з ГТД. Після посилення екологічних стандартів і вибухового зростання цін на нафту компанія, насилу пережила фінансову кризу, відмовилася від продовження розробок.

## Конструктори газотурбінних двигунів і засновані ними КБ
- Соловйов Павло Олександрович (АТ «Авіадвигун»)
- Френк Уіттл
- Ханс-Йоахім Пабст фон Охайн
- Колосов Сергій Дмитрович (ДП «Зоря - Машпроект»)
- Кухто Микола Кузьмич
- Клімов Володимир Якович (АТ «Клімов»)
- Кузнєцов Микола Дмитрович (ВАТ «Кузнєцов»)
- Люлька Архип Михайлович (НВО «Сатурн»)